# Lophiodes bruchius
Lophiodes bruchius is een straalvinnige vissensoort uit de familie van zeeduivels (Lophiidae). De wetenschappelijke naam van de soort is voor het eerst geldig gepubliceerd in 1981 door Caruso.